# 中西やすひろ (脚本家)
中西 やすひろ（なかにし やすひろ）は、日本の脚本家。シナリオ工房 月光所属。

## 来歴
元ぶらざあのっぽ所属。主にコンピュータゲームのシナリオを手掛けていたが、2014年にぶらざあのっぽが解散したことに伴いシナリオ工房 月光へ移籍し、アニメの脚本を手掛けている。
漫画家の中西やすひろとは別人。

## 参加作品

### テレビアニメ
2016年
- 最弱無敗の神装機竜（脚本）
- 昭和元禄落語心中（脚本）

2017年
- 昭和元禄落語心中 -助六再び篇-（脚本）
- BanG Dream!（脚本）
- アイドルマスター SideM（脚本）

2018年
- アイドリッシュセブン（脚本）
- 色づく世界の明日から（脚本）

2019年
- かぐや様は告らせたい〜天才たちの恋愛頭脳戦〜（シリーズ構成・脚本）
- BanG Dream! 2nd Season（脚本）
- キャロル&チューズデイ（脚本）

2020年
- かぐや様は告らせたい?〜天才たちの恋愛頭脳戦〜（シリーズ構成・脚本）
- 地縛少年花子くん（シリーズ構成・脚本）
- BanG Dream! 3rd Season（脚本）
- アイドリッシュセブン Second BEAT!（脚本）

2021年
- IDOLY PRIDE（脚本）
- 蜘蛛ですが、なにか?（脚本）
- 逆転世界ノ電池少女（脚本）
- 白い砂のアクアトープ（脚本）
- アイドリッシュセブン Third BEAT!（脚本）

2022年
- かぐや様は告らせたい-ウルトラロマンティック-（シリーズ構成・脚本）
- カッコウの許嫁（シリーズ構成・脚本）
- 機動戦士ガンダム 水星の魔女（脚本）

2023年
- Buddy Daddies（脚本）
- ワールドダイスター（シリーズ構成）
- 山田くんとLv999の恋をする（シリーズ構成・脚本）
- かぐや様は告らせたい-ファーストキッスは終わらない-（シリーズ構成・脚本）
- 機動戦士ガンダム 水星の魔女 Season 2（脚本）
- SHY（シリーズ構成・脚本）
- ビックリメン（脚本）

2024年
- 魔都精兵のスレイブ（シリーズ構成）
- 転生貴族、鑑定スキルで成り上がる（シリーズ構成・脚本）
- ハズレ枠の【状態異常スキル】で最強になった俺がすべてを蹂躙するまで（シリーズ構成）
- 異世界失格（シリーズ構成・脚本）
- メカウデ（シリーズ構成・脚本）

2026年
- 淡島百景（シリーズ構成）

### 劇場アニメ
- FW:ハマトラ（2015年）脚本
- 殺せんせーQ!（2016年）脚本
- デジモンアドベンチャー tri. 第4章「喪失」（2017年）脚本

### ゲーム
- SYMPHONICA グランド・マエストロ（2012年）シナリオ
- テイルズ オブ ザ ワールド タクティクス ユニオン（2012年）プロット協力
- アイドルマスター ミリオンライブ!（2013年）シナリオ
- LINE レヴァナントゲート（2014年）メインシナリオ
- 乖離性ミリオンアーサー（2014年）シナリオ
- ニセコイ ヨメイリ!?（2014年）シナリオ
- Tokyo 7th シスターズ（2014年）シナリオ
- バンドやろうぜ！（2016年）シナリオ